# Buskerud
Buskerud este o  provincie din Norvegia, în prezent parte a provinciei Viken.

## Comune
- Drammen
- Flesberg
- Flå
- Gol
- Hemsedal
- Hol
- Hole
- Hurum
- Kongsberg
- Krødsherad
- Lier
- Modum
- Nedre Eiker
- Nes
- Nore og Uvdal
- Ringerike
- Rollag
- Røyken
- Sigdal
- Øvre Eiker
- Ål